# Prexaspes nigromaculatus
Prexaspes nigromaculatus är en insektsart som beskrevs av Lucien Chopard 1911. Prexaspes nigromaculatus ingår i släktet Prexaspes och familjen Pseudophasmatidae. Inga underarter finns listade i Catalogue of Life.